# 伊娃角
68°42′S 90°37′W / 68.700°S 90.617°W
伊娃角，是南極洲的海岬，位於彼得一世島北端，在1927年由挪威的探險隊所發現，並且把該海岬命名，現時由南極條約體系管理。